# Regione di Hodh-Gharbi
La regione di Hodh-Gharbi (in arabo: ولاية الحوض الغربي) è una regione (wilaya) della Mauritania con capitale Ayoun el-Atrouss.
La regione è suddivisa in 4 dipartimenti (moughataas):
- Ayoun el-Atrouss
- Kobenni
- Tamchekett
- Tintane

## Note

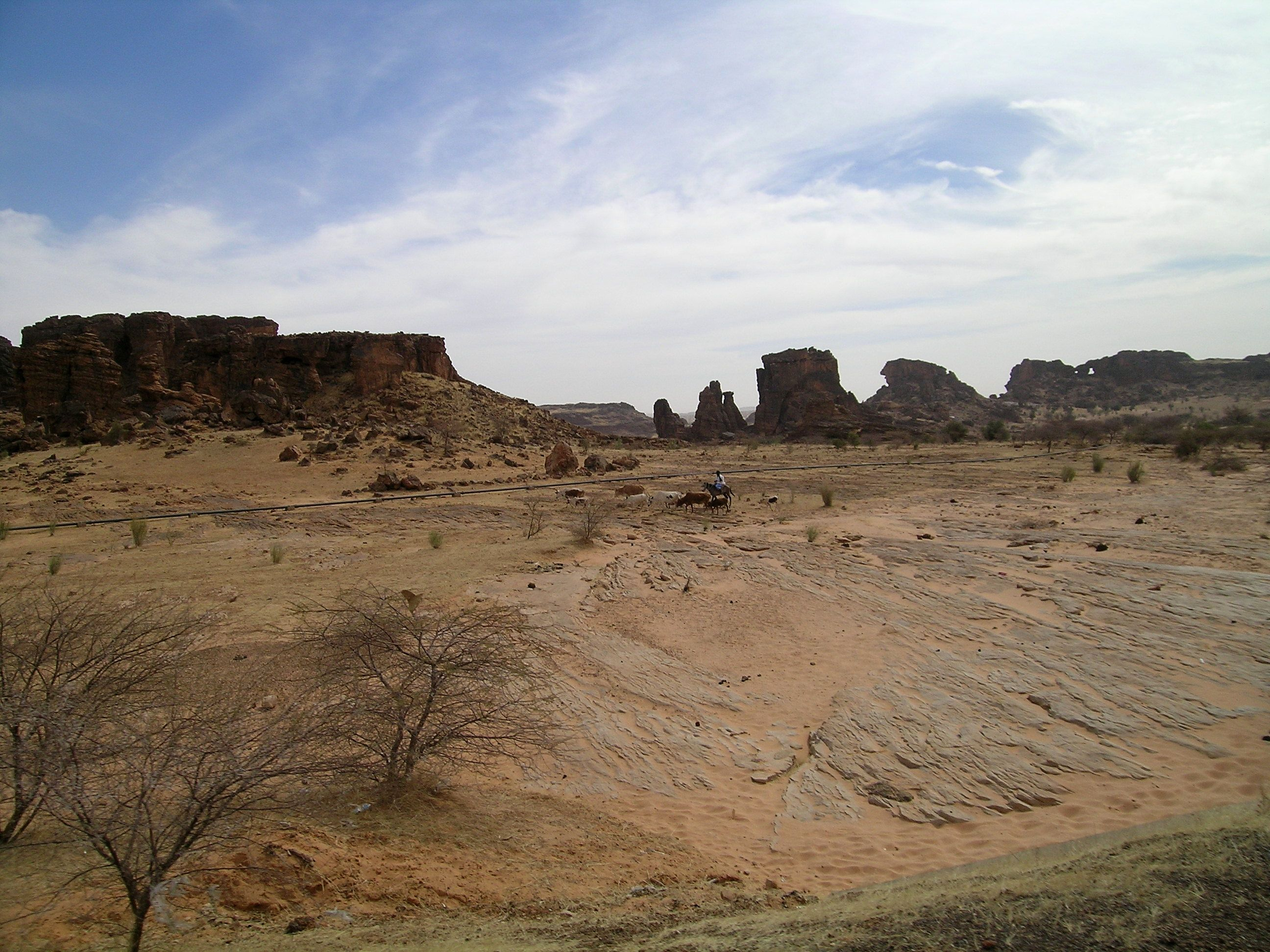
Paesaggio nei pressi di Ayoun el-Atrouss